# Antigua Rauma
La Antigua Rauma (en finés Vanha Rauma) es el centro histórico de la ciudad de Rauma  considerada como Patrimonio de la Humanidad por la Unesco desde 1991. 
La ciudad de Rauma es uno de los puertos más antiguos de Finlandia, situada en el golfo de Botnia, en el suroeste del país. Fue construida en el siglo XV en torno a un monasterio franciscano y es un clásico ejemplo de ciudad nórdica hecha con madera. Sobrevivió a un incendio en el siglo XVII y aunque se reconstruyó fuera del núcleo original, conserva su aspecto antiguo.
El centro histórico de Rauma mide 0.3 km² y cuenta con alrededor de 600 edificios y unas 800 personas viven en ella. Los edificios más antiguos datan del siglo XVIII y en la actualidad son habitados y pertenecen a particulares aunque algunos situados en las dos calles principales y en la plaza son usados por empresas.
Lugares de interés de Rauma son: la casa Kirsti, que perteneció a un marinero durante los siglos XVIII y XIX, la casa Marela, que cuenta con una fachada del siglo XIX donde habitó un armador durante el siglo XVIII. En el centro, en la Antigua Rauma se puede encontrar la Iglesia de Santa Cruz, un antiguo monasterio franciscano del siglo XV con pinturas medievales y el ayuntamiento que data de 1776, todos construidos en piedra. Otra construcción de interés es la Iglesia de la Santísima Trinidad, también del siglo XV y que fue pasto del fuego en 1640.